# 9 (Negrita)
9 è il nono album in studio del gruppo musicale italiano Negrita, pubblicato il 24 marzo 2015 dalla Black Out.

## Descrizione
Registrato al Grouse Lodge di Rosemount, nell'Irlanda del Nord, e masterizzato da Ted Jensen presso lo Sterling Sound di New York, l'album è stato anticipato dal singolo Il gioco, pubblicato il 27 febbraio 2015.

## Tracce
Testi e musiche di Cesare Petricich, Enrico Salvi e Paolo Bruni, eccetto dove indicato.
1. Il gioco – 3:37 (Cesare Petricich, Enrico Salvi, Paolo Bruni, Lorenzo Cilembrini)
2. Poser – 3:34 (Cesare Petricich, Enrico Salvi, Paolo Bruni, Lorenzo Cilembrini)
3. Mondo politico – 4:15
4. Que será, será – 3:33
5. Se sei l'amore – 5:23 (Cesare Petricich, Enrico Salvi, Paolo Bruni, Lorenzo Cilembrini)
6. 1989 – 4:04 (Cesare Petricich, Enrico Salvi, Paolo Bruni, Lorenzo Cilembrini)
7. Ritmo umano – 4:57
8. Il nostro tempo è adesso – 3:40 (Cesare Petricich, Enrico Salvi, Paolo Bruni, Lorenzo Cilembrini)
9. Baby I'm in Love – 4:57
10. Niente è per caso – 3:40
11. L'eutanasia del fine settimana – 3:55
12. Vola via con me – 4:07
13. Non è colpa tua – 4:44

## Formazione
Gruppo
- Pau – voce, chitarra, percussioni
- Drigo – chitarra, cori
- Mac – chitarra
- Giacomo Rossetti – basso
- Guglielmo "Ghando" Ridolfo Gagliano – tastiera, cori
- Cristiano Dalla Pellegrina – batteria

Altri musicisti
- Fabrizio Barbacci – chitarra acustica
- Sean Montgomery – percussioni
- Alessandro Cardinali – sassofono soprano
- Giovanbattista Giachini – sassofono baritono e tenore
- Francesco Borri, Paolo Grati – tromboni
- Laura Falcinelli, Marzia Neri – cori (tracce 3, 5, 9)

## Classifica
| Classifica (2015) | Posizione massima |
| ----------------- | ----------------- |
| Italia            | 1                 |